# Amoron'i Mania
Amoron'i Mania é uma região de Madagáscar localizada na província de Fianarantsoa. Sua capital é a cidade de Ambositra. Amoron'i Mania faz divisa com as regiões de Vakinankaratra ao norte, Atsinanana a nordeste, Vatovavy Fitovinany a sudeste, Haute Matsiatra no sul, Atsimo-Andrefana no sudoeste e Menabe a oeste. Está dividida em quatro distritos: Ambatofinandrahana, Ambositra, Fandriana e Manandriana. Sua população estimada é de 693.200 em 2004 e sua área é de 16.141 km².